# Кварц (завод)
Кварц, также АО «Кварц» (узб. Kvarts) — крупнейший в Средней Азии стекольный завод по производству листового цветного, тонированного и закаленного стекол, стеклянных банок и бутылок и монополист на рынке строительного стекла Узбекистана. Расположен в городе Кувасай Ферганской области. Основан в 1975 году.
Компания производит более 60 % листового стекла страны, свыше 95 % стеклянных банок и около 50 % стеклянных бутылок. Всё сырьё добывается внутри страны — кварцевый песок поставляется из Навоийской области, доломит и натриевая селитра из Ферганской области, кальцинированная сода и сульфат натрия поставляются с Кунградского содового завода, а известняк — из Андижанской области.
По данным на 2018 год, за год завод производил 220 миллионов стеклянных банок, более 150 миллионов стеклянных бутылок и 10 миллионов квадратных метров полированного листового стекла.
В 2017 году компания провела первое в Узбекистане IPO. В 2023 году компания была приватизирована цементным заводом Кувасайцемент, входящим в состав United Cement Group.

## История
Завод был построен в 1975 году как «Кувасайский стекольный завод» для обеспечения стеклотарой консервных заводов УзССР и советских республик Средней Азии. Позже завод был переименован в «Кварц».

#### Публичная компания
В 1993 году компания была преобразована в акционерное общество, на тот момент, 39 % акций завода были переданы сотрудникам. Планировалось, что к 1995 году сотрудникам будет принадлежать 49 % акций, а контрольный пакет останется у государства. В 2006 году планировалась продажа 53% акций завода американской компании Carlton Group.
В 2010 году завод начал выпуск бронзового стекла.
В 2017 году компания провела первое в Узбекистане IPO простых акций, андеррайтером выступил Национальный банк Узбекистана. В результате IPO было размещено 2,4 млн акций (54 % от предложенного объёма), на сумму 7,5 млрд сум.
В 2019 году компания провела SPO, в ходе которого привлекла 16 млрд сум, разместив 4,8 млн акций с подпиской в размере 101,4%. В результате двух размещений, около 7,5 % акций компании были проданы на фондовой бирже.
В 2021 году компания запустила новую линию по производству шлифованного стекла, с мощностью производства до 400 тонн в сутки. Стоимость проекта составила $70,2 млн, из которых $28,7 млн были профинансированы собственными средствами завода.

#### Приватизация
Согласно первоначальным планам правительства, государственная доля в АО «Кварц» должна была быть продана через публичное размещение на Ташкентской фондовой бирже, однако, затем предприятие было удалено из правительственного списка акционерных обществ, подлежавших к продаже через публичное размещение акций. Также циркулировали слухи о возможной продаже предприятия турецкой компании.
В феврале 2022 года Указом Президента было поручено продать государственную долю в АО «Кварц» в размере 89,5 %, и в июне 2022 года UzAssets (владелец государственной доли в АО «Кварц») объявил о начале процесса приватизации. В качестве консультанта по приватизации была привлечена консалтинговая компания Deloitte, а в качестве юридического консультанта — компания Dentons.
В феврале 2023 года было объявлено о закрытии сделки по приватизации завода. Государственная доля в стекольной компании в размере 89,78 % была продана цементному заводу Кувасайцемент, входящему в состав United Cement Group, за 265 млрд сум (23,38 млн долларов по курсу ЦБ РУз на 13 февраля 2023), с 11-процентной скидкой от рыночной капитализации компании на Ташкентской фондовой бирже на тот момент. По условиям сделки, новый мажоритарный акционер также принял на себя обязательство погасить кредиты завода в размере 42,7 млн евро.
По мнению инвестиционной компании Asia Frontier Capital, наилучшим сценарием приватизации завода была бы продажа государственной доли широкому кругу инвесторов:
Мы бы предпочли, чтобы акции KVTS были проданы широкой общественности, тем более что на продажу был выставлен контрольный пакет компании, так как это дало бы возможность Узбекистану продемонстрировать серьезность намерений как в плане создания надежного графика приватизации, так и в плане предоставления негосударственному менеджменту возможности навести порядок в своей деятельности.

Оригинальный текст (англ.)We would have preferred the shares in KVTS to have been sold to the general public, especially as a majority stake in the company was up for sale, as this could have given the opportunity for Uzbekistan to showcase its seriousness in both establishing a robust privatisation schedule, and allowing for non-state management to clean up operations.